# Mark Pederson
Mark Patrick Pederson (* 14. Januar 1968 in Prelate, Saskatchewan) ist ein ehemaliger kanadischer Eishockeyspieler und derzeitiger -trainer, der im Verlauf seiner aktiven Karriere zwischen 1984 und 2005 unter anderem 171 Spiele für die  Canadiens de Montréal, Philadelphia Flyers, San Jose Sharks und Detroit Red Wings in der National Hockey League (NHL) auf der Position des rechten Flügelstürmers bestritten hat. Zudem absolvierte Pederson weitere 259 Partien für die Hannover Scorpions, Krefeld Pinguine und Adler Mannheim in der Deutschen Eishockey Liga (DEL). Mit den Adler Mannheim gewann er im Jahr 2001 die Deutsche Meisterschaft. Seit Sommer 2023 ist Pederson Cheftrainer von Rungsted Seier Capital aus der dänischen Metal Ligaen, wo er bereits mit Esbjerg Energy zweimal Dänischer Meister geworden war.

## Karriere
Pederson begann seine Karriere bei den Medicine Hat Tigers in der kanadischen Juniorenliga Western Hockey League (WHL), bevor er während des NHL Entry Draft 1986 als 15. in der ersten Runde von den Canadiens de Montréal ausgewählt wurde. Mit den Tigers verlebte der Flügelstürmer eine äußerst erfolgreiche Juniorenkarriere, in der er jeweils zweimal das Double bestehend aus dem President’s Cup der WHL und dem Memorial Cup der gesamten Canadian Hockey League gewann. In beiden siegreichen Jahren führte Pederson die Playoffs nach Toren an.
Nach seinem Wechsel ins Profilager im Sommer 1988 wurde der Linksschütze zunächst bei den Canadiens de Sherbrooke, einem Farmteam Montréals in der American Hockey League, eingesetzt. Seine ersten NHL-Einsätze absolvierte Pederson in der Saison 1989/90. Während der folgenden Spielzeit wurde der Kanadier von den Canadiens im Tausch für ein Zweitrunden-Wahlrecht im NHL Entry Draft 1991 zu den Philadelphia Flyers transferiert, für die er in insgesamt 84 Partien 20 Tore und 30 Assists erzielte. Während der Saison 1992/93 wechselte Pederson im Tausch für Dave Snuggerud zu den San Jose Sharks, die er allerdings zur folgenden Spielzeit als Free Agent in Richtung Detroit Red Wings verließ. Dort stand er jedoch nur zweimal in der NHL auf dem Eis, die meiste Zeit verbrachte der Stürmer bei den Adirondack Red Wings in der AHL.
Zur Saison 1995/96 wechselte Pederson zum EC VSV nach Österreich, über den schwedischen Erstligisten Färjestad BK und die ZSC Lions aus der Schweizer Nationalliga A gelangte er zur Spielzeit 1997/98 zu den Hannover Scorpions aus der Deutschen Eishockey Liga (DEL)., mit denen er das Playoff-Viertelfinale erreichte. Nach der Spielzeit lief der Kanadier zwei Jahre lang für die Krefeld Pinguine  auf, von denen er 2000 zum DEL-Rekordmeister Adler Mannheim wechselte. Mit den Adlern gewann Pederson im Jahr 2001 die Deutsche Meisterschaft. Noch einmal spielte der Angreifer eine Saison bei den Hannover Scorpions und wechselte danach zurück nach Nordamerika, wo er seine Karriere 2005 bei den San Diego Gulls in der West Coast Hockey League (WCHL) und später ECHL im Alter von 37 Jahren beendete.
Nach seinem Karriereende als aktiver Akteur wurde Pederson als Trainer tätig und war zunächst von 2005 bis 2009 bei den Bakersfield Condors aus der ECHL als Assistenztrainer aktiv. Im Anschluss wurde er für die Saison 2009/10 zum Cheftrainer des niederländischen Erstligisten Tilburg Trappers befördert. Im Verlauf derselben Saison betreute der Kanadier außerdem die serbische Nationalmannschaft bei der Weltmeisterschaft der Division I 2010, die jedoch zum Turnierende in die Division II abstieg. Zur Saison 2010/11 engagierten ihn die Nikkō IceBucks aus der Asia League Ice Hockey (ALIH) in der Funktion des Assistenztrainers. Er blieb bis 2013 in Japan.
Zwischen 2013 und 2020 trainierte er die Profimannschaft von Esbjerg Energy aus der dänischen Metal Ligaen. Im Frühjahr 2016 führte er die Mannschaft zum Gewinn des dänischen Meistertitels. 2017 konnte dieser Erfolg wiederholt werden. Pederson übernahm ab 2017 parallel die Funktion des General Managers und formte den Klub zu einem der Top-Klub Dänemarks. In der Saison 2020/21 nahm er sich eine Auszeit, ehe er im Mai 2021 neuer Cheftrainer der Augsburger Panther aus der DEL wurde. Dort wurde er im Februar 2022 entlassen und durch Serge Pelletier ersetzt. Seit Sommer 2023 ist Pederson Cheftrainer von Rungsted Seier Capital aus der dänischen Metal Ligaen.

## Erfolge und Auszeichnungen
| - 1987 President’s-Cup-Gewinn mit den Medicine Hat Tigers - 1987 Memorial-Cup-Gewinn mit den Medicine Hat Tigers - 1987 WHL East First All-Star Team - 1988 President’s-Cup-Gewinn mit den Medicine Hat Tigers - 1988 Memorial-Cup-Gewinn mit den Medicine Hat Tigers - 1988 WHL East Second All-Star Team - 1990 AHL First All-Star Team - 1994 AHL First All-Star Team - 2001 Deutscher Meister mit den Adler Mannheim - 2003 Taylor-Cup-Gewinn mit den San Diego Gulls | - 2003 Topscorer der WCHL-Playoffs - 2003 WCHL-Stürmer des Jahres - 2003 WCHL First All-Star Team - 2004 ECHL-Spieler des Monats Januar - 2004 ECHL Second All-Star Team - 2004 ECHL Sportsmanship Award - 2015 Dänischer Vizemeister mit Esbjerg Energy (als Cheftrainer) - 2016 Dänischer Meister mit Esbjerg Energy (als Cheftrainer) - 2016 Dänemarks Trainer des Jahres - 2017 Dänischer Meister mit Esbjerg Energy (als Cheftrainer) |

### International
- 1988 Goldmedaille bei der Junioren-Weltmeisterschaft

## Karrierestatistik

### International
Vertrat Kanada bei:
- Junioren-Weltmeisterschaft 1988

(Legende zur Spielerstatistik: Sp oder GP = absolvierte Spiele; T oder G = erzielte Tore; V oder A = erzielte Assists; Pkt oder Pts = erzielte Scorerpunkte; SM oder PIM = erhaltene Strafminuten; +/− = Plus/Minus-Bilanz; PP = erzielte Überzahltore; SH = erzielte Unterzahltore; GW = erzielte Siegtore; 1 Play-downs/Relegation; Kursiv: Statistik nicht vollständig)